# البطريركية الأنطاكية الكاثوليكية المارونية

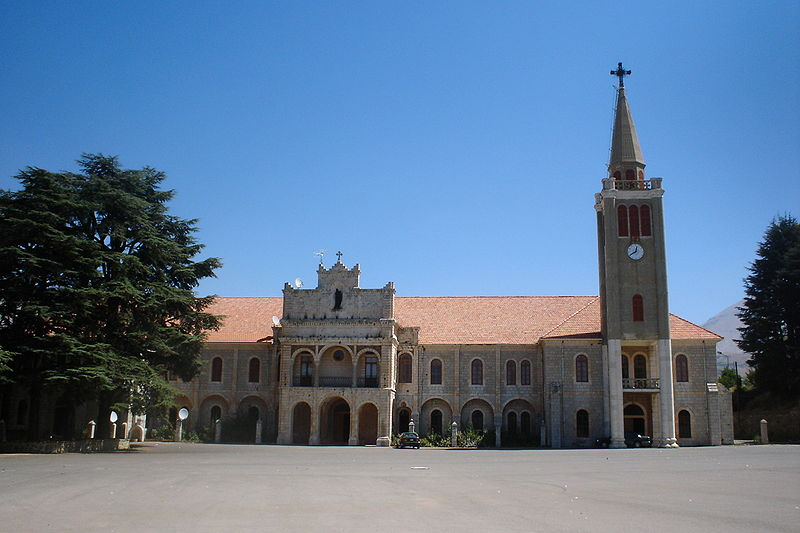
المسكن الصيفي للبطريرك الماروني في الديمان.

البطريركية الأنطاكية الكاثوليكية المارونية (باللاتينية: Patriarchatus Antiochenus Maronitarum) هي مقر بطريرك الكنيسة المارونية. ويخضع حاليا من قبل البطريرك الكاردينال مار بشارة بطرس الراعي، الراهب اللبناني المريمي.
الكنيسة المارونية هي إحدى الكنائس العديدة التي تدعى المسؤولة الكنسيّة القانونيّة عن الكرسي القديم للقديسين بطرس وبولس في أنطاكية. تطرح الكنيسة السريانية الكاثوليكية، والكنيسة الكاثوليكية اليونانية الملكية نفس الدعوة، وجميعها كنائس كاثوليكية شرقية في شراكة كاملة مع الكرسي الرسولي. يتعرف الثلاثة على بعضهم البعض على أنهم يحملون البطريركية الأصيلة. تدعو الكنيسة الأرثوذكسية اليونانية في أنطاكية، والكنيسة الأرثوذكسية الشرقية للسريان الأرثوذكس بطريركياتهم أيضًا. علاوة على ذلك، عينت الكنيسة الرومانية الكاثوليكية بطاركة طقوس لاتينية لقرون عديدة، حتى تُرك المنصب شاغرًا في عام 1953 وألغي في عام 1964 وتم التخلي عن جميع المطالبات.

## منطقة الحكم
تبسط البطريركية المارونية سلطتها على جميع المؤمنين الموارنة أينما كانوا حول العالم.
مقر البطريركية هو بكركي في قضاء كسروان في لبنان. الديمان (قضاء بشري) هو المقر الصيفي للبطريرك. أبرشية الجبة، صربا، وجونية المارونية الكاثوليكية هي أبرشيّة البطريرك المارونيّ.
من بطريركية أنطاكية الموارنة يتبع مباشرة:
- إكسرخسية البطريركية الكاثوليكية المارونية في أورشليم وفلسطين، التي أقيمت في 5 تشرين الأول (أكتوبر) 1996، ومقرها أورشليم؛ في عام 2014 [بحاجة لتحديث] كانوا 504 كاثوليك موزعين على ثلاث رعايا.
- إكسرخسية البطريركية الكاثوليكية المارونية الأردنية، التي أقيمت في 5 تشرين الأول (أكتوبر) 1996، ومقرها عمان؛ في عام 2014 [بحاجة لتحديث] كانوا 1000 كاثوليكي في رعية واحدة.

البطريرك الماروني هو عضو بحق مجلس بطاركة الشرق الكاثوليك.

## البطاركة
- انظر قائمة البطاركة الموارنة [2]